# تودا شیگه‌ماسا
تودا شیگه‌ماسا (به ژاپنی: 冨田 重政 とだ しげまさ) (۱۵۶۴ – ۱۶۲۵ میلادی) یک دایمیو در دوره سنگوکو و دوره آزوچی–مومویاما بود.